# Hipoclorit de sodi
L'hipoclorit de sodi és un compost químic constituït per cations sodi {\displaystyle {\ce {Na+}}} i anions clorit {\displaystyle {\ce {ClO-}}}. És una sal de fórmula {\displaystyle {\ce {NaClO}}}.
L'hipoclorit de sodi no es troba de manera natural al medi ambient. S'utilitza generalment dissolt en aigua, dissolució coneguda com a lleixiu, a diverses concentracions. Tot i que està disponible, l'hipoclorit de sodi sòlid no es fa servir comercialment. Les solucions d'hipoclorit de sodi són líquids clars, de color verdós a groc amb olor de clor. L'hipoclorit de sodi, juntament amb el de calci, s'usen principalment com a agents blanquejants o desinfectants. Són components de lleixius comercials, solucions de neteja i desinfectants per a sistemes de purificació d'aigua potable i d'aigües residuals i piscines.

## Obtenció
L'obtenció de l'hipoclorit de sodi sòlid es duu a terme fent bombollejar clor gasós a una dissolució d'hidròxid de sodi {\displaystyle {\ce {NaOH}}} al 45–48 % per preparar una dissolució d'hipoclorit de sodi {\displaystyle {\ce {NaOCl}}} altament concentrada. Després s'elimina el clorur de sodi {\displaystyle {\ce {NaCl}}} precipitat per filtració, i el filtrat es refreda a uns 12 °C per precipitar els cristalls d'hipoclorit de sodi—aigua(1/5) {\displaystyle {\ce {NaOCl*5H2O}}}, que es recullen per filtració centrífuga.

## Propietats

### Propietats físiques
L'hipoclorit de sodi es pot preparar en forma anhidre, amb una puresa superior al 90 %, però es descompon amb facilitat al cap de pocs dies, de vegades de forma explosiva. També forma el monohidrat {\displaystyle {\ce {NaClO*H2O}}} que és difícil d'obtenir pur. Un altre dels seus hidrats té fórmula molecular {\displaystyle {\ce {NaOCl*5/2H2O}}}. Es tracta d'un compost cristal·lí tetragonal, que té poca estabilitat per al seu ús comercial. L'hidrat més estable és el pentahidrat {\displaystyle {\ce {NaOCl.5H2O}}}, de color groc pàl·lid, té un punt de fusió de 25–27 °C. A temperatura ambient es descompon (a 30 °C en 20 dies passa del 44,2 % en {\displaystyle {\ce {NaClO}}} a un 10 %). És estable més d'un any si es manté per sota de 7 °C.
Per culpa de la inestabilitat de l'hipoclorit de sodi sòlid, es troba més comunament en solució aquosa, coneguda com a lleixiu. Les concentracions d'hipoclorit de sodi que hom pot aconseguir als comerços per a ús domèstic es poden classificar en dos grups: solucions aquoses amb concentració de clor actiu inferior al 10 %, i solucions aquoses amb concentració de clor actiu superior al 10 %. Les solucions aquoses d'hipoclorit de sodi posseeixen un lleuger color groc, i una olor característica a clor.

### Propietats químiques

#### Reaccions amb metalls
L'hipoclorit oxida els metalls donant l'hidròxid o l'òxid del metall i l'hipoclorit es redueix a clorur {\displaystyle {\ce {Cl-}}}. Per exemple amb el zinc:
{\displaystyle {\ce {NaClO + Zn -> ZnO + NaCl}}}

#### Reaccions amb àcids

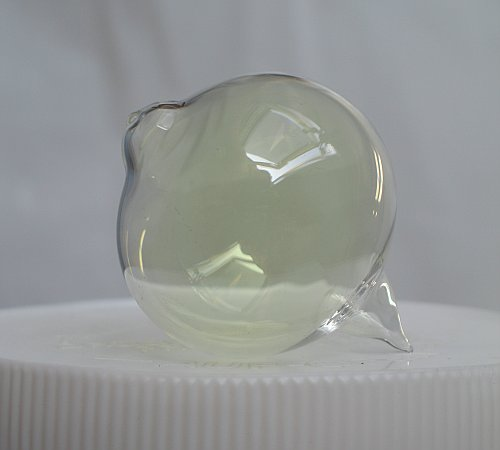
Recipient amb clor on s'observa el característic color groc verdós.

L'hipoclorit de sodi en dissolució s'hidrolitza i s'estableix el següent equilibri:
{\displaystyle {\ce {ClO- + H2O <=> HClO + OH-}}}
A pH alts, 11 o 12, l'equilibri està desplaçat cap a l'esquerra a causa del baix valor de la seva constant d'equilibri (Kc = 2,86 × 10–7). Predomina l'hipoclorit {\displaystyle {\ce {ClO-}}} dissolt i la concentració d'àcid hipoclorós {\displaystyle {\ce {HClO}}} és baixa. Si s'addiciona un àcid a la dissolució, es disminueix el pH pel fet que es neutralitzen anions hidròxid. En assolir el pH valors per sota de 7, es produeix un desplaçament significatiu de l'equilibri cap a la dreta. Així s'incrementa la concentració d'àcid hipoclorós, el qual presenta un altre equilibri amb el clor {\displaystyle {\ce {Cl2}}}. En augmentar la concentració d'àcid hipoclorós, aquest segon equilibri es desplaça cap a la dreta i es desprèn clor, un gas altament tòxic.
{\displaystyle {\ce {HClO + H3O+ + Cl- <=> Cl2 + 2 H2O}}}

#### Descomposició
L'hipoclorit és força inestable, tant en estat sòlid com en dissolució. Molts factors poden augmentar la taxa de descomposició. Per exemple, l'exposició a l'aire i, en particular, a la llum solar, temperatures més altes, emmagatzematge de solucions d'hipoclorit a pH alt i baix, o contacte amb coure o níquel que catalitzen la seva descomposició. La descomposició més important té lloc en dues etapes i dona clorat i clorur, per tant, és una dismutació. La segona reacció més ràpida que la primera, de manera que aquesta limita la velocitat de descomposició:
{\displaystyle {\ce {2 OCl- -> ClO2- + Cl^-}}}{\displaystyle {\ce {OCl- + ClO2- -> ClO3- + Cl^-}}}
També es produeix una altra descomposició, menys important, que genera oxigen:
{\displaystyle {\ce {2 OCl- -> O2 + 2Cl^-}}}

#### Reacció amb peròxid d'hidrogen
La reacció amb peròxid d'hidrogen allibera oxigen de forma violenta:
{\displaystyle {\ce {NaClO + H2O2 -> NaCl + H2O + O2}}}

#### Reacció amb amoníac

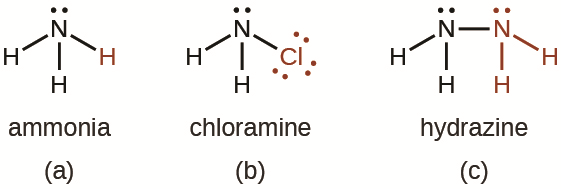

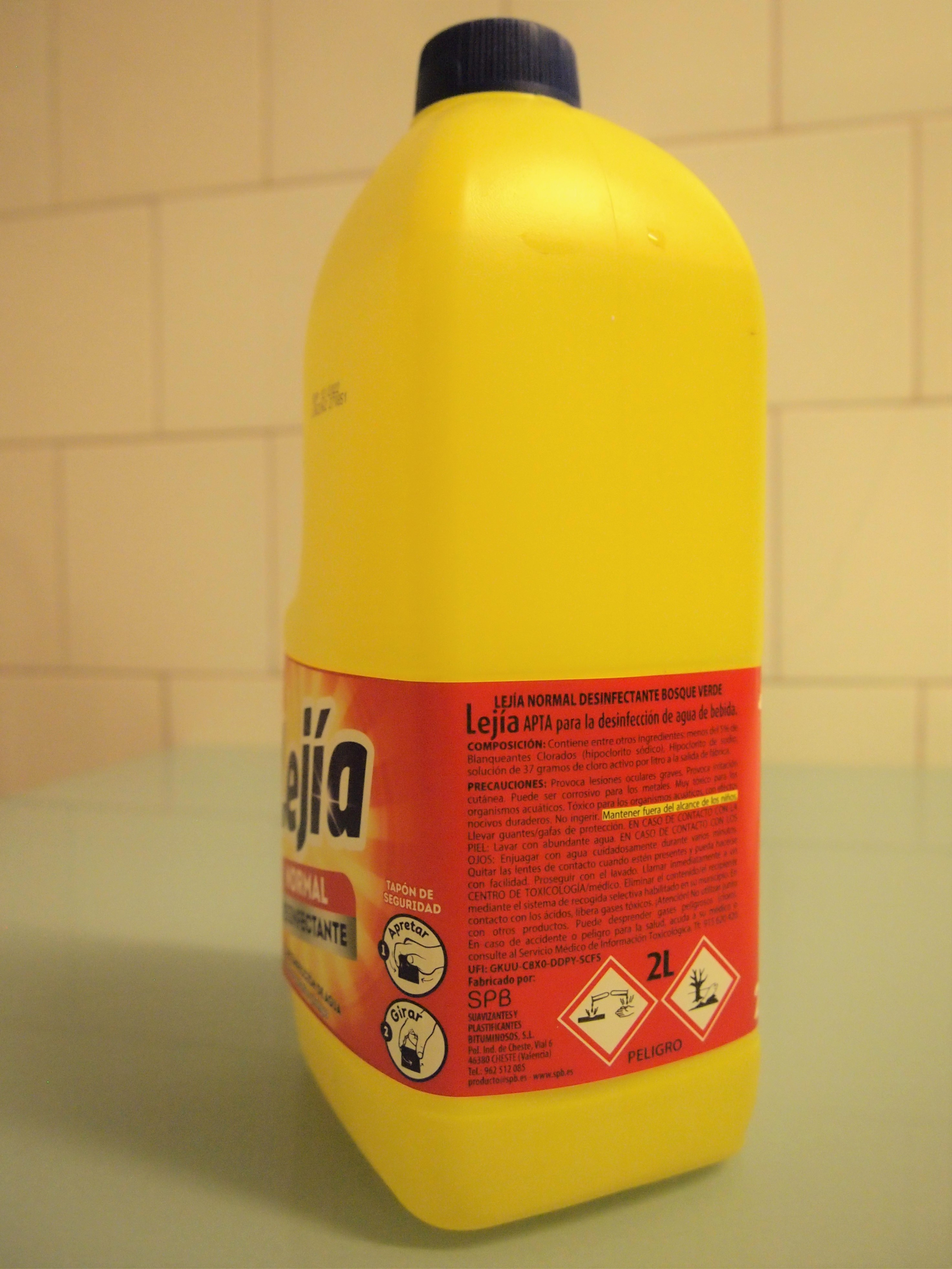
Envàs de lleixiu.

Amb amoníac {\displaystyle {\ce {NH3}}}, la reacció de l'hipoclorit condueix a la formació de diferents cloramines, que resulten de la substitució parcial o total dels àtoms d'hidrogen de l'amoníac per àtoms de clor, unes substàncies altament tòxiques amb una olor semblant a la del clor. L'olor de «clor» que es pot notar prop de piscines és degut a la formació de cloramines a partir de composts químics amb grup amina en la pell o en l'orina.
{\displaystyle {\ce {ClO- + NH3 -> OH- + NH2Cl}}}{\displaystyle {\ce {ClO- + NH2Cl -> OH- + NHCl2}}}{\displaystyle {\ce {ClO- + NHCl2 -> OH- + NCl3}}}
Si hi ha un excés d'amoníac es forma hidrazina {\displaystyle {\ce {N2H4}}}, substància tòxica i potencialment explosiva. És el procediment (procés Raschig) que s'empra de forma industrial per preparar la hidrazina des del 1907:
{\displaystyle {\ce {ClO- + NH3 -> OH- + NH2Cl}}}{\displaystyle {\ce {NH2Cl + NH3 + OH- -> N2H4 + Cl- + H2O}}}

## Aplicacions

### Desinfectant
Les dissolucions d'hipoclorit de sodi, anomenades lleixius, són els desinfectants amb clor més utilitzats. Els lleixius domèstics tenen una concentració entre 35 g/L i 60 g/L d'hipoclorit de sodi. Presenten un ampli espectre d'activitat antimicrobiana (és a dir, bactericida, viricida, fungicida, micobactericida, esporicida), no deixen residus tòxics, no es veuen afectats per la duresa de l'aigua, són econòmics i d'acció ràpida, eliminen organismes de superfícies, i tenen una baixa incidència de toxicitat greu. L'hipoclorit de sodi a la concentració emprada en el lleixiu domèstic pot produir irritació ocular o cremades orofaríngies, esofàgiques i gàstriques. Altres desavantatges dels hipoclorits inclouen la corrosivitat dels metalls en concentracions elevades (> 500 ppm), la inactivació per matèria orgànica, la decoloració o "blanqueig" de teixits, l'alliberament de gas clor tòxic quan es barreja amb amoníac o àcid (per exemple, agents de neteja domèstics) i relativa estabilitat.

### Blanquejant
Els lleixius es fan servir també com a blanquejants dels teixits i de la pasta de paper. L'àcid hipoclorós (i en menor mesura el clor i l'oxigen actiu) poden atacar els enllaços químics d'un compost de color, ja sigui destruint completament el cromòfor (la part de la molècula que li dona color), o bé convertint els dobles enllaços del cromòfor en enllaços senzills, evitant així que la molècula absorbeixi la llum visible.

### Reactiu en química orgànica
Des del 2013 es produeix hipoclorit de sodi pentahidratat {\displaystyle {\ce {NaOCl.5H2O}}} que està disponible per a ús industrial i de laboratori. Aquest compost és superior a les solucions aquoses convencionals d'hipoclorit de sodi. El material cristal·lí té una riquesa d'un 44 % de {\displaystyle {\ce {NaOCl}}} i conté quantitats mínimes d'hidròxid de sodi i clorur de sodi, i la solució aquosa, que es prepara a partir de {\displaystyle {\ce {NaOCl.5H2O}}} i aigua, té un pH entre 11 i 12. Exemples de síntesi orgànica selectiva utilitzant {\displaystyle {\ce {NaOCl.5H2O}}} inclouen oxidacions d'alcohols primaris i secundaris, oxidacions selectives a sulfòxid i sulfona, escissió oxidativa de disulfur a clorur i bromur de sulfonil, síntesi d'oxaziridina i desaromatització oxidativa de fenols.
Per altra banda, les dissolucions d'hipoclorit de sodi s'utilitzen industrialment en el procés Raschig per a la producció d'hidrazina {\displaystyle {\ce {N2H4}}}.